# Killingworth (Connecticut)
Killingworth ist eine Town im Middlesex County im US-Bundesstaat Connecticut. 2019 lebten 6364 Einwohner in der Gemeinde.

## Geschichte
Im Jahr 1663 wurde die Gegend, in der heute Killingworth und das benachbarte Clinton liegen, als „Homonoscitt“ (von Hammonasset, einem Fluss) erstmals besiedelt. Bereits im Jahr 1667 wurde die Siedlung in „Kenilworth“ umbenannt und seit etwa 1705 ist der Name „Killingworth“ gebräuchlich. Im Jahr 1734 wurde der Ort in zwei Gemeinden aufgeteilt, Killingworth im Norden und Clinton im Süden an der Küste, allerdings bildeten sie bis 1838 noch eine Art „Gemeindeverbund“, erst in diesem Jahr wurde die endgültige Trennung vollzogen.

### Yale University
Im Jahr 1701 wurde im heutigen Clinton in der Wohnung des Rektors Abraham Pierson die Collegiate School gegründet, die 1718 nach einigen Zwischenstationen als Yale University nach New Haven zog.

## Schulen
- Haddam-Killingworth Middle School
- Killingworth Elementary School

## Söhne und Töchter der Stadt
- Abel Buell, veröffentlichte im Jahr 1784 die erste Landkarte der Vereinigten Staaten, die von einem Amerikaner angefertigt wurde.
- Jonathan Bush, Bruder des ehemaligen US-Präsidenten George H. W. Bush und Onkel des früheren US-Präsidenten George W. Bush
- Jeff Bagwell, ehemaliger Spieler der amerikanischen Major League Baseball